# Колесниченко, Анатолий Семёнович
Анатолий Семёнович Колесниченко (6 августа 1905, Севастополь, Таврическая губерния — 2 ноября 1986, Москва) — советский государственный и хозяйственный деятель.

## Биография
Родился в 1905 году в Севастополе. Окончил Севастопольское Константиновское реальное училище. Член КПСС.
С 1923 года — на хозяйственной работе.
В 1923—1978 гг. :
- работник судоремонтных мастерских,
- выпускник вечернего техникума,
- механик на судах «Винцетти», «Юшар», «Герцен»,
- четвёртый механик парохода «Челюскин»,
- главный инженер Мурманского судостроительного завода,
- на руководящих должностях в Севморпути,
- заместитель, 1-й заместитель министра морского флота СССР.

Умер в Москве в 1986 году.